# Cá sấu caiman đen
Cá sấu caiman đen (Melanosuchus niger) là một loài cá sấu, cùng với cá sấu mõm ngắn Mỹ, là một trong hai loài lớn nhất còn tồn tại trong họ Alligatoridae. Đây là loài bò sát ăn thịt sống trong sông nước chảy chậm, ao hồ, xavan ngập nước theo mùa lưu vực sông Amazon. Chúng đạt chí ít 5 m (16 ft) (có lúc đến 6 m (20 ft)) khi trưởng thành, và là loài bò sát lớn thứ nhì miền Tân Nhiệt đới, sau cá sấu Orinoco đang cực kỳ nguy cấp. Như tên gọi, con trưởng thành khá sậm màu. Con non sáng màu hơn, với mảng màu trắng-vàng nhạt ở bên thân mà đến khi trưởng thành vẫn còn dấu vết. Đầu to nặng, mang lại lợi thế khi săn con mồi lớn.